# Горохово (Сумская область)
Горохово (укр. Горохове) — село, Мутинский сельский совет, Кролевецкий район, Сумская область, Украина.
Код КОАТУУ — 5922686302. Население по переписи 2001 года составляло 9 человек .

## Географическое положение
Село Горохово находится в 10 км от города Кролевец на автомобильной дороге Т-1907. На расстоянии до 1 км расположены сёла Жабкино и Малиново.